# Montuherchopšef
Montuherchopšef nebo Montuhirchopšef byl egyptský princ z 20. dynastie a jeden ze synů Ramesse III. a Iset Ta-Hemdžert. Jeho bratry byli Ramesse IV., Ramesse VI. a Ramesse VIII. a jeho synovci Ramesse V. a Ramesse VII. Působil na postu první vůdce Jeho Veličenstva a oženil se s Tachat, která držela významný titul královská matka. Existují hypotézy, že Montuherchopšef a Tachat byli rodiče faraona Ramesse IX. Montuherchopšef je zobrazen v reliéfu zvaném průvod princů v chrámu Medínit Habu. Pravděpodobně se jedná o prince se shodným jménem, který je pohřben v hrobce KV13 v Údolí králů.